# Czeluścin (Gniezno)
Pour les articles homonymes, voir Czeluścin.
Czeluścin (prononciation : [t͡ʂɛˈluɕt͡ɕin]) est un village polonais de la gmina de Czerniejewo dans le powiat de Gniezno de la voïvodie de Grande-Pologne dans le centre-ouest de la Pologne.
Il se situe à environ 8 kilomètres au sud-est de Czerniejewo (siège de la gmina), à 15 kilomètres au sud de Gniezno (siège du powiat) et à 46 kilomètres à l'est de Poznań (capitale régionale).
Le village possédait une population de 135 habitants en 2007.

## Histoire
De 1975 à 1998, le village faisait partie du territoire de la voïvodie de Poznań.

Depuis 1999, Czeluścin est situé dans la voïvodie de Grande-Pologne.